# 控火

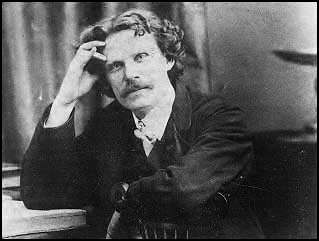
灵媒丹尼尔·邓格拉斯·霍姆是传闻中能够控火的人

控火（英語：Pyrokinesis），又译为意念控火、凭空生火、人体发火等，在超心理学中指所谓的能够通过意念创造和控制火的灵力或超能力。目前还没有确凿证据表明意念控火是一种真实存在的现象，所谓的案例多为魔術表演、惡作劇或骗局。

## 词源
“pyrokinesis”一词最早出现于恐怖小说家斯蒂芬·金1980年的作品《燃燒的凝視》中，作者自创了这个词用以描述通过精神创造和控制火的能力。该词被视作另一种超能力——念力的平行概念，S·T·乔西将其形容为“非常不成功的造词”并指出类似于telekinesis（意念移物，即“念力”），表示这种概念的词应当为“telepyrosis”而非“pyrokinesis”。斯蒂芬·金是第一个为该现象起名的人，在以往的著作中，均未发现形容此类现象或能力的词汇。超心理学家将其描述为能够激发物体内部原子能使之产生足够的能量并最终爆发出火焰的能力。科幻作品将其定义为能够加速分子运动来增加温度的能力。

## 历史
19世纪，一个叫做A·W·安德伍德的非裔美国人，因其传闻中能够使物体着火的能力而小有名气。魔术师和科学家认为隐藏的磷块可能是物体着火的成因。通过呼气或摩擦，磷很容易被引燃。怀疑论研究者乔·尼克尔写道，安德伍德可能使用了“化学燃烧技术和其他手段。无论何种方法——磷块把戏是最有可能的——欺骗的可能性远远超过查尔斯·福特或其他人暗示的任何神秘力量。”
灵媒丹尼尔·邓格拉斯·霍姆以其玩火表演、从火中取出一团受热的煤块而闻名。魔术师亨利·里奇利·埃文斯写道，火中取碳只是霍姆通过一块隐藏的铂金来表演的戏法。赫里沃德·卡林顿认为埃文斯的假说“相当巧妙”。但经验丰富的化学家威廉·克鲁克斯则指他在降神会上见过霍姆的表演，能够分清煤炭和铂金。弗兰克·托德莫尔写道，大部分的玩火表演都可以很容易地通过戏法和花招进行，但幻觉和感觉欺骗可能解释了克鲁克斯所声称关于观察到霍姆手指冒火的说法。
约瑟夫·麦凯布写道，霍姆的控火技艺很弱且并不令人满意，他提到，表演是在黑暗的环境中且在一群不可靠的观众目击下进行的。麦凯布认为火中取出的碳可能是“霍姆口袋里的一块石棉”。
2011年3月，菲律宾安蒂克省的一名三岁女童因其所谓能够预测或制造火灾的超自然力量而倍受媒体关注；镇长说他看到女童说出“火......枕头。”后一个枕头被点燃。其他人声称目睹了女孩在没有接触物体的情况下预测或引起火灾。
此外還有声称幽靈控火的案例，例如坎内托自燃事件与稍早前的意大利年轻保姆卡萝尔·康普顿纵火案。
目前还没有科学有效的方法来使大脑触发爆炸或者火焰。

## 延伸阅读
- Gordon Stein. (1993). Encyclopedia of Hoaxes. Gale Research. ISBN 0-8103-8414-0
- John G. Taylor. (1980). Science and the Supernatural: An Investigation of Paranormal Phenomena Including Psychic Healing, Clairvoyance, Telepathy, and Precognition by a Distinguished Physicist and Mathematician. Temple Smith. ISBN 0-85117-191-5